# Saint-Sylvestre-Pragoulin
Saint-Sylvestre-Pragoulin is een gemeente in het Franse departement Puy-de-Dôme (regio Auvergne-Rhône-Alpes). De plaats maakt deel uit van het arrondissement Riom. Saint-Sylvestre-Pragoulin telde op 1 januari 2022 1.065 inwoners.

## Geografie
De oppervlakte van Saint-Sylvestre-Pragoulin bedroeg op 1 januari 2022 23,81 vierkante kilometer; de bevolkingsdichtheid was toen 44,7 inwoners per km².

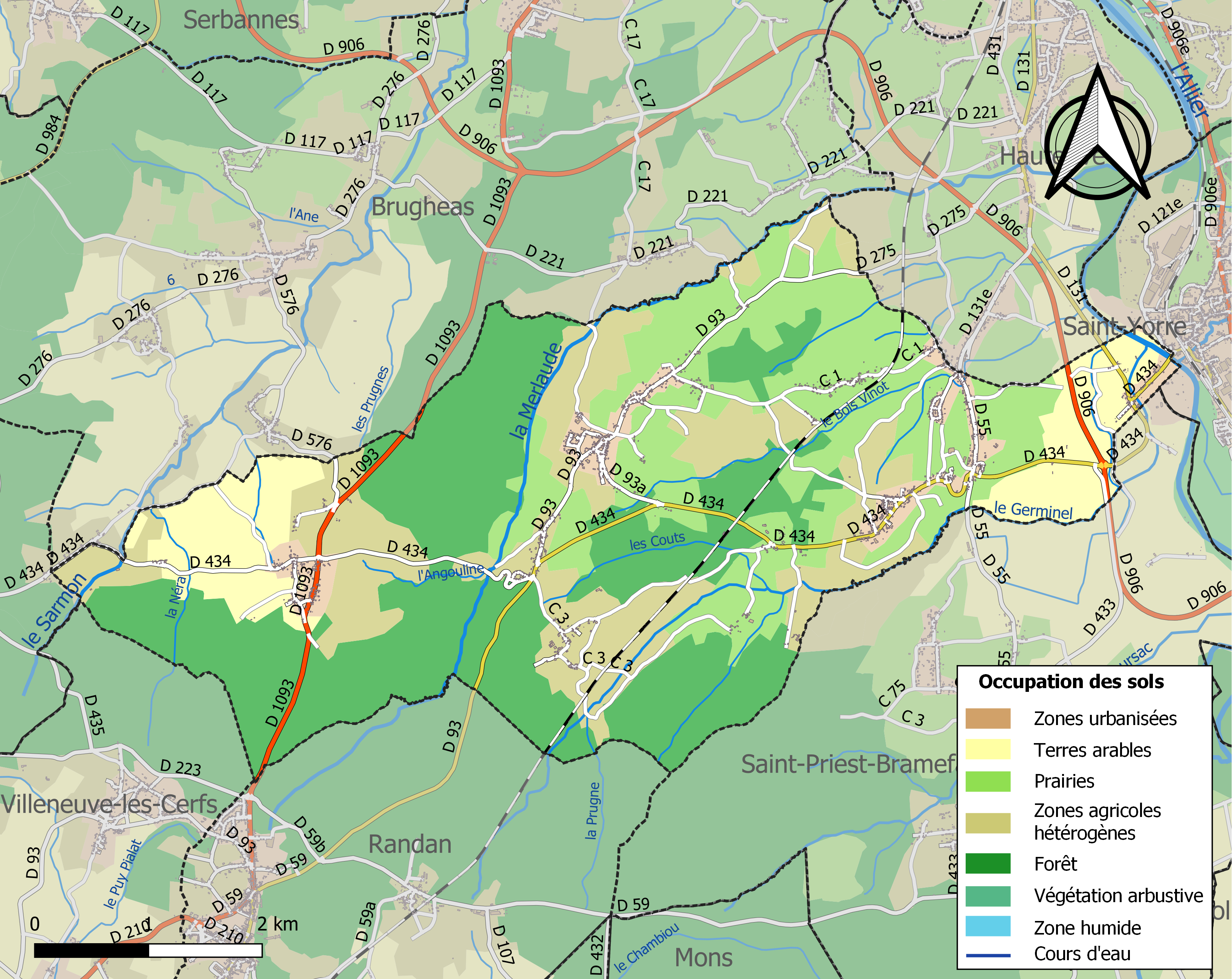
Kaart van de gemeente met belangrijkste infrastructuur, bodemgebruik en omliggende gemeenten

## Demografie
Onderstaande figuur toont het verloop van het inwonertal (bron: INSEE-tellingen).